# Zachod (rejon łokniański)
Zachod (ros. Заход) – wieś (ros. деревня, trb. dieriewnia) w zachodniej Rosji, w wołoscie Michajłowskaja (osiedle wiejskie) rejonu łokniańskiego w obwodzie pskowskim.

## Geografia
Miejscowość położona jest w pobliżu rzeki Korobowka, przy drodze regionalnej 58K-179, 17 km od centrum administracyjnego osiedla wiejskiego (Michajłow Pogost), 23,5 km od centrum administracyjnego rejonu (Łoknia), 161 km od stolicy obwodu (Psków).

## Demografia
W 2010 r. miejscowość zamieszkiwało 9 osób.